# Pfarrkirche Kammern

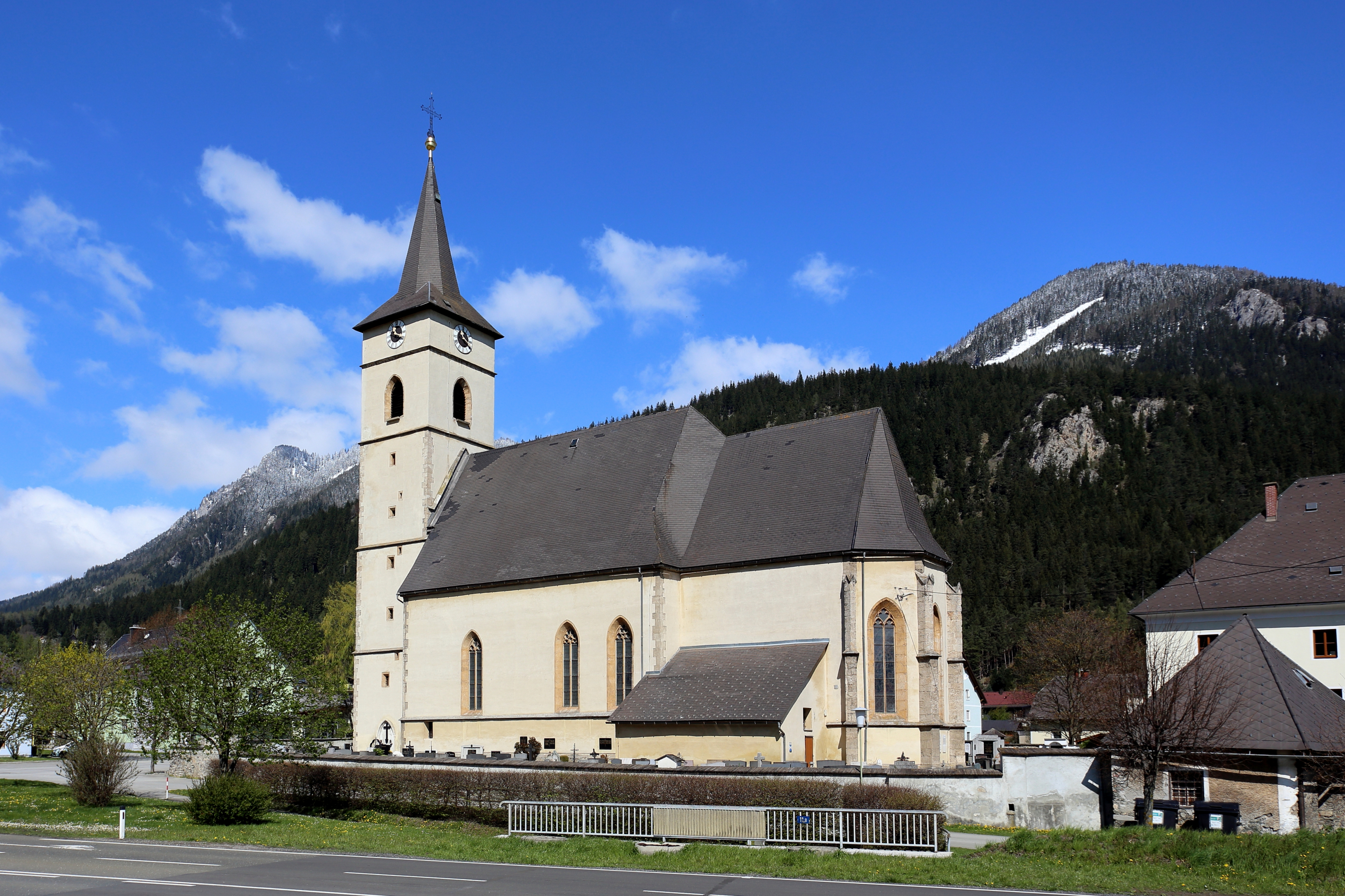
Katholische Pfarrkirche hl. Johannes der Täufer in Kammern im Liesingtal

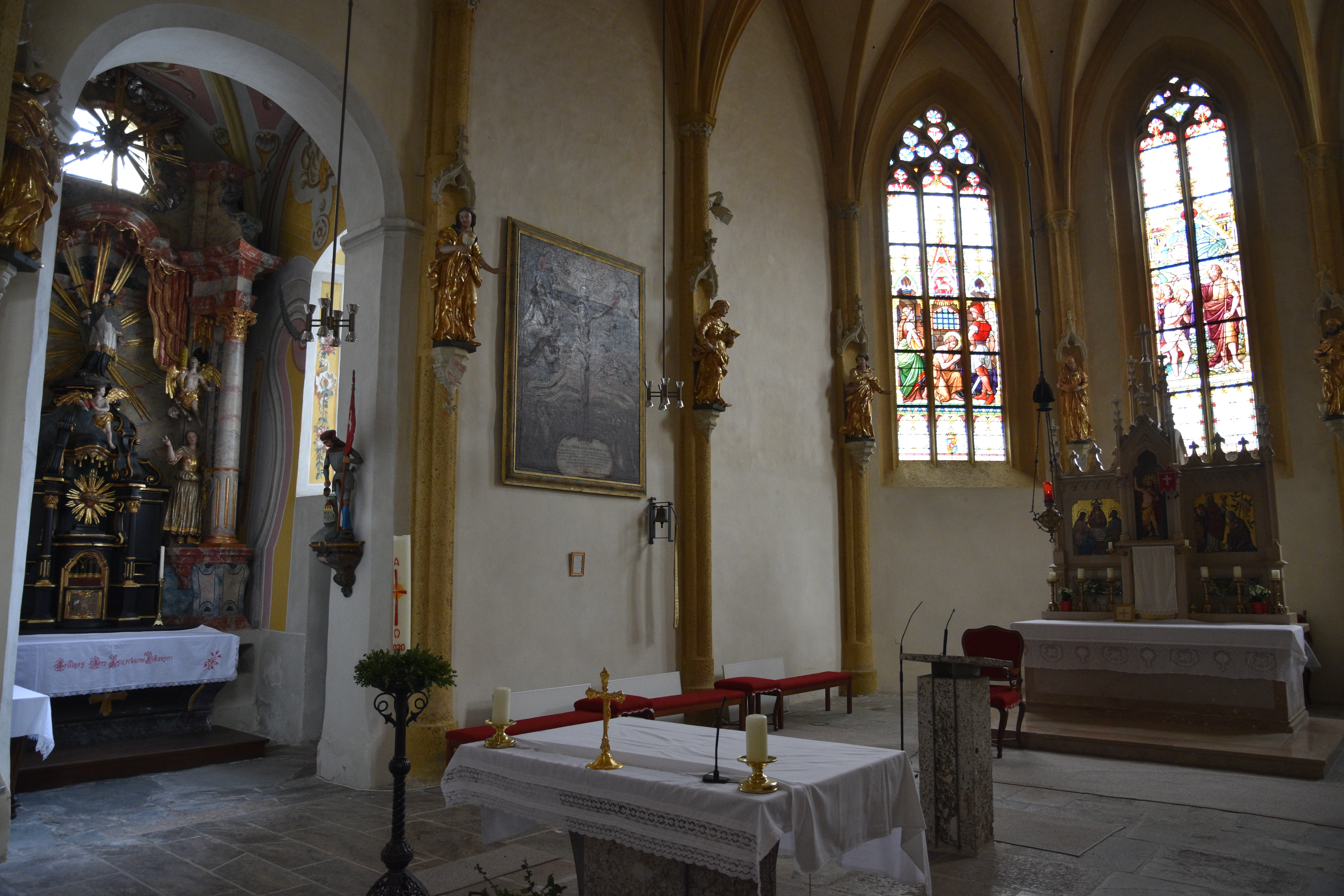
Innenansicht der Pfarrkirche

Die Pfarrkirche Kammern im Liesingtal steht am Südrand des Ortes in der Marktgemeinde Kammern im Liesingtal im Bezirk Leoben in der Steiermark. Die unter dem Patrozinium Johannes des Täufers stehende römisch-katholische Pfarrkirche – dem Stift Admont inkorporiert – gehört zum Dekanat Leoben in der Diözese Graz-Seckau. Die Kirche und der Friedhof stehen unter Denkmalschutz (Listeneintrag).

## Geschichte
Urkundlich wurde 1184 das Stift Admont als Eigentümer genannt. 1210 als Pfarre genannt. Nach einem Türkeneinfall 1480 erfolgte ein Neubau bis um 1490. Die Kirche wurde 1907/1908 restauriert, dabei wurde der Hochaltar regotisiert. 1977/1978 war eine Gesamtrestaurierung.

## Architektur
Die Kirche ist von einem Friedhof mit einer alten Ummauerung umgeben. Der Chor zeigt außen abgetreppte Strebepfeiler.
Das weite Langhaus ist eine fünfjochige zweischiffige Halle mit einem Sternrippengewölbe auf vier in der Längsachse angeordneten Achteckpfeilern und Runddiensten auf Wandvorlagen. Die hölzerne Westempore ist aus dem 18. Jahrhundert, erschlossen über eine gotische Wendeltreppe im Übergang von Langhaus zum vorgestellten Turm. Der mächtige viereinhalbgeschoßige gotische Westturm mit einem Achsknick zur Langhauslängsachse besteht aus Bruchsteinmauerwerk und trägt einen Spitzhelm aus 1869. Das Nordportal ist spitzbogig. An der Südwand gegenüber dem Eingang besteht ein gemalter Baldachinaltar mit einem Ölbild Benedikt vom Maler Bartholomäus Altomonte 1734.
An den eingeschnürten profilierten spitzbogigen Fronbogen schließt ein eingezogener zweijochiger Chor mit einem Fünfachtelschluss an. Das Sternrippengewölbe des Chores ruht auf 1907 veränderten Diensten und Kapitellen, es gibt Figurenbaldachine und im Westen zwei Kopfkonsolen. Es gibt drei runde Schlusssteine mit Reliefs Lamm Gottes, Johanneshaupt, und Rosette. Die zweibahnigen Maßwerkfenster zeigen figürliche Scheiben aus 1907/1908. Im Chorgewölbe besteht 1977 aufgedecktes spätgotische Rankenmalerei mit Evangelistensymbolen, an der Fronbogenwand ein Wappen mit der Inschrift Admonter Abt Johan (Trautmannsdorf) mit 14.0 wohl die Jahresangabe 1490. An der Chorsüdwand sind Wandmalereien aus der zweiten Hälfte des 16. Jahrhunderts mit Geburt Christi, Auferstandener, darunter eine Stifterfamilie.
Südlich am Chor steht die tonnengewölbte Sakristei – wohl als Rest der romanischen Vorgängerkirche – mit einem fragmentierten 1950/1951 restaurierten Freskenzyklus Christus in der Mandorla und Evangelistensymbole sowie die Zwölf Apostel in vertieften Nimben in frühgotischen Spitzbogenarkaden eingestellt. Nördlich am Chor steht eine gotische Kapelle, heute Johann-Nepomuk-Kapelle, mit einem Kreuzrippengewölbe, und barocker Dekorationsmalerei aus der zweiten Hälfte des 18. Jahrhunderts.

## Ausstattung
Der neugotische Hochaltar entstand 1907. Die Seitenaltäre mit Knorpelwerkornament um 1660/1670 zeigen das Wappen des Abtes Raimund (1659–1675), der Marienaltar mit einer gotischen thronenden Maria mit Kind um 1420 trägt die barocken Statuen Theresia und Dominikus und im Aufsatz Josef, der Sebastiansaltar zeigt das Altarbild Martyrium des Sebastian und im Oberbild Florian und trägt die Statuen Benedikt und Scholastika. Den Altar der Nepomukkapelle schuf Franz Xaver Krenauer (1780) mit den Statuen Johann Nepomuk, Isidor und Notburga.
Der zwölfseitige Marmortaufstein ist gotisch.
Die Orgel aus 1795 wurde von Ludwig Greß errichtet, das Werk wurde 1840 erweitert. Eine Glocke nennt Jörg Perger 1536.